# Chowanoc
Chowanoc (Chowan), pleme Algonquian Indijanaca nastanjeno u vrijeme otkrića 1584. – 1585. u sjeveroistočnoj Sjevernoj Karolini na područjima današnjih okruga Chowan, Hertford, Gates i Bertie, napose uz rijeku Chowan gdje se sastaju rijeke Blackwater i Meherrin. Od nekadašnjih 1,500 preostalo ih je svega 5 1755.

## Ime
Ime Chowanoc na Algonquian jeziku označava '(ljude ili narod) na jugu'  "(people) at the south, " shawŭni 'south'; shawŭnogi 'they of the south,' 'southerners.' W. J. -Ovime se korijen imena Chowanoca dovodi u istu vezu kao ime plemena Shawnee, također, 'southerners.'

## Sela
Chowanoci su imali najmanje 5 sela za koje se zna ,to su :
- Maraton, na istočnoj obali rijeke Chowan u okrugu Chowan.
- Ohanoak, na zapadnoj strani rijeke Chowan, vjerojatno u okrugu Hertford.
- Catoking, vjerojatno kod Gatesvillea, u okrugu Gates.
- Metocaum, na rijeci Chowan u sadašnjem okrugu Bertie.
- Ramushonok, između rijeke Meherrin i Nottoway u okrugu Hertford.

## Povijest
Populacija Chowanoka, mišljenje je uvijek skromnog Mooneya (1928), nije iznosila više od 1,500 (1600), dok po podacima iz 1584-1585 samo je selo Ohanoak imalo oko 700 ratnika. Dolaskom Engleza Chowanoki brzo počinju gubiti populaciju a 1663. dolaze pod Englesku krunu, da bi ih uskoro oko 1670. pogodila epidemija boginja. Indijanci su nezadovoljni ugovorom i 1675. započinju rat koji su izgubili 1676. i smješteni na rezervat na Bennett's Creeku. Godine 1701. cijelo pleme spalo je na jedno selo na Bennett's Creeku, a rezervat je s izvornih 12 četvornih milja sveden 1707. na 6. Chowanoci su aktivni i u Tuscarora ratu 1711-1712. a broj im sljedeće 1713 iznosi tek 240.  Godine 1723. Chowanoci (njih 60) su s Tuscarorama smješteni na rezervat a 1733. postaju dio plemena Tuscarora. Prema guverneru Dobbsu, 1755. ih je preostalo tek 5, dva muškarca i tri žene. 
Pleme Chowaoc kao pleme je nestalo, ipak njihovih potomaka još ima po raznim američkim državama, a najviše među Tuscarorama u New Yorku i Ontariju u Kanadi. 
Među preživjelim potomcima nalazimo i Lauru Wallace, koja kaže  'I am a direct descendent of Thomas Hoyter, a chief of the chowanoc indians' .  Nakon Tuscarora rata preživjeli Chowanoci svi su imali engleska imena, od pojedinaca spominju se: poglavica Thomas Hoyter (Hoyton, Hoyston), i nadalje John Hoyter, Charles Bennet, James Bennet, John Robins, John Reading, Charles Beazley, Jeremiah Pushing, i Neuse Will. 

## Vanjske poveznice
- Chowanoc Indian Tribe
- Algonkian Ethnohistory Of The Carolina Sound